# حبیب فتاحی
حبیب فتاحی قره‌لر (زادهٔ ۱۷ آذر ۱۳۲۷) کشتی‌گیر اهل ایران است. او در رقابت‌های ۵۲ کیلوگرم کشتی آزاد مردان در بازی‌های المپیک تابستانی ۱۹۷۶ شرکت کرد.